# Gondwana Research
Gondwana Research ist eine monatlich erscheinende begutachtete wissenschaftliche Fachzeitschrift, die seit 1997 erscheint. Herausgegeben wird sie von Elsevier für die International Association for Gondwana Research. Der Chefredakteur ist Santosh Madhava Warrier (meist Santosh genannt) von der Chinesischen Universität für Geowissenschaften. Ihr Name leitet sich von dem Urkontinent Gondwana ab.
Die Zeitschrift publiziert unter anderem Originäre Forschungsarbeiten und Reviews zu allen Themen der Geowissenschaften, die sich mit der festen Erde befassen, wobei insbesondere Arbeiten mit Bezug zur Entstehung und Entwicklung von Kontinenten sowie deren Aufbau und Ressourcen im Fokus stehen. Thematisch deckt das Journal einen großen Teil der Themen in den Geowissenschaften ab und ermöglicht auch die Publikation von Fachgrenzen überschreitenden, transdisziplinären Arbeiten. Akzeptiert werden Artikel zu allen geologischen Epochen. Bei kurzen Artikeln mit wichtigen Erkenntnissen oder innovativen Modellen besteht die Möglichkeit einer raschen Publikation.
Der Impact Factor lag im Jahr 2016 bei 6,959, der fünfjährige Impact Factor bei 7,504. Damit lag die Zeitschrift beim zweijährigen Impact Factor auf Rang 4 von 188 wissenschaftlichen Zeitschriften in der Kategorie „multidisziplinäre Geowissenschaften“.